# Hagbard Jonassen
Hagbard Jonassen (* 24. Mai 1903 in Humlum; † 1. März 1977 in Gentofte) war ein dänischer Palynologe und Friedensaktivist (Pazifist).
Jonassen war nach dem Abitur in Viborg einige Jahre bei der Ostasiatischen Kompagnie. Ab 1928 studierte er Naturwissenschaften an der Universität Kopenhagen mit dem Magister-Abschluss 1932. Danach war er Assistent des Botanikers Knud Jessen, den er bei seinen Untersuchungen der irischen und dänischen Vegetationsgeschichte unterstützte. Er veröffentlichte relativ wenig (er lieferte auch Beiträge zu Abhandlungen von Jessen, bei denen er nicht als Ko-Autor auftreten wollte), seine Doktorarbeit von 1950 war aber in der Palynologie einflussreich. Er zeigte, wie man aus Pollen in Moospolstern Informationen über die umgebende Vegetation und die Ablagerung der Pollensorten verschiedener Pflanzenarten und Vegetationsformen erhalten konnte, was auch für die Quartärgeologie und die Interpretation von Pollendiagrammen von Bedeutung wurde. Zum Beispiel schlussfolgerte er, dass West-Jütland früher von Wald bedeckt war und erst durch Brandrodung des Menschen die Heide vordrang.
Ab 1935 war er Gymnasiallehrer in Sortedam und ab 1939 in Aurehøj, an dem er 1951 Lektor wurde. Mit Mogens Lange schrieb er ein Lehrbuch der Biogeographie.
1926 war er Mitbegründer der Bewegung Nie wieder Krieg (Aldrig Mere Krig), der dänische Zweig der War Resistors International, und 1936 bis 1942 deren Präsident. 1944 war er mit Svend Haugaard Mitgründer der späteren Mellemfolkeligt Samvirke, einer gemeinnützigen Organisation für internationale Zusammenarbeit mit Entwicklungsländern. In den 1960er Jahren war er aktiv gegen Kernwaffen. Er liegt in Søllerød begraben.

## Schriften
- Recent pollen sedimentation and Jutland heath diagrams, Dansk Botanisk Arkiv 13, 1950, Kopenhagen: Munksgaard (Dissertation)
- mit Mogens B. Lange: Biogeografi, Gyldendal, 1966